# Moussey (Moselle)
Moussey település Franciaországban, Moselle megyében. Lakosainak száma 567 fő (2022. január 1.). Moussey Remoncourt, Avricourt, Lagarde, Maizières-lès-Vic és Réchicourt-le-Château községekkel határos.

## Népesség
A település népességének változása:
| Lakosok száma | 1058 | 802  | 721  | 617  | 608  | 573  | 561  | 562  | 561  | 567  |
|               | 1968 | 1982 | 1990 | 2006 | 2013 | 2015 | 2017 | 2019 | 2020 | 2022 |